# Trương Học Hữu
Trương Học Hữu (sinh ngày 10 tháng 7 năm 1961) là một nam ca sĩ kiêm diễn viên người Hồng Kông. Được mệnh danh là "Ca Thần", các giải thưởng của anh gồm giải Âm nhạc Thế giới cho "Nghệ sĩ châu Á bán đĩa chạy nhất", giải Billboard cho "Ca sĩ châu Á được yêu thích nhất", và Kỷ lục Guinness thế giới cho lượng người xem hòa nhạc lớn nhất trong 12 tháng với hơn hai triệu khán giả tham dự. 
Năm 1999, Học Hữu được Liên đoàn người trẻ tuổi Toàn cầu vinh danh là một trong 10 người trẻ xuất sắc của thế giới. Anh là nghệ sĩ âm nhạc bán đĩa nhạc chạy nhất mọi thời đại tại Đài Loan và Hồng Kông. Được biết đến với giọng hát truyền cảm, Học Hữu được gọi là một Thiên Vương của dòng nhạc Cantopop, và là một biểu tượng văn hóa đại chúng của Hồng Kông.

## Sự nghiệp và cuộc sống riêng tư

### Biểu tượng lớn của nền nghệ thuật châu Á
Năm 1984, Học Hữu vượt qua 10.000 thí sinh giành giải nhất trong cuộc thi tiếng hát không chuyên với bài hát "Fatherland". Sau đó không lâu, anh đã được công ty thu âm PolyGram ngỏ lời kí kết hợp đồng. Người thầy đã dẫn dắt và giới thiệu Học Hữu đến với công chúng là ca sĩ Đàm Vịnh Lân. Kể từ đó đến nay, Học Hữu đã phát hành 57 album, và tất cả đều trở thành những album tiêu biểu cho âm nhạc Hoa ngữ.
Với doanh số hơn 120 triệu bản thu âm toàn cầu, Học Hữu là nghệ sĩ nhạc Hoa bán đĩa chạy nhất và là một trong những nghệ sĩ bán đĩa chạy nhất thế giới. Anh có lượng tiêu thụ đĩa nhạc đứng đầu ở cả hai quốc gia là Hồng Kông và Đài Loan. Tại Đài Loan, Học Hữu là nghệ sĩ duy nhất có 3 album vượt mốc 1 triệu bản, bao gồm: The Goodbye Kiss (1993), True Love Compilation (1995) và  How Could I Forget You? (1996). Album The Goodbye Kiss (1993) đã bán được hơn 5 triệu bản trên toàn châu Á chỉ trong năm đầu phát hành và là một trong những album bán chạy nhất mọi thời đại.
Năm 1995, Trương Họᴄ Hữu trở thành ᴄa ѕĩ trẻ ᴄhâu Á ᴄó album bán ᴄhạу nhất toàn ᴄầu. Với ѕố lượng album bán ra nhiều thứ 2 thế giới ᴄhỉ ѕau Miᴄhael Jaᴄkѕon.
Hai chuyến lưu diễn toàn cầu mang tên "Năm của Trương Học Hữu" (2007) và "Trương Học Hữu: 1/2 thế kỉ" (2010) là hai tour diễn thành công nhất lịch sử bởi một nghệ sĩ nhạc Hoa. Trong đó, chuyến lưu diễn năm 2010 đã được sách kỉ lục Guinness thế giới công nhận là chuyến lưu diễn thu hút được nhiều khán giả nhất trong 12 tháng, với 2,048,553 vé tiêu thụ.
Học Hữu cũng tham gia vào lĩnh vực phim ảnh với các bộ phim nổi tiếng như: Hoàng Phi Hồng (1991), Thiện nữ u hồn (1991) và Hào môn dạ yến (1991)… Khả năng diễn xuất của anh đã được đánh giá cao bởi giới chuyên môn.
Thành công trong sự nghiệp âm nhạc và điện ảnh đã khiến cho Học Hữu được coi là một trong những biểu tượng đại chúng của Hồng Kông. Năm 1994, tạp chí Billboard đã vinh danh anh là nghệ sĩ nổi tiếng nhất châu Á. Liên tiếp trong hai năm 1995 và 1996, Học Hữu đã thắng Giải thưởng Âm nhạc Thế giới ở hạng mục "Nghệ sĩ nhạc Hoa ngữ có doanh số bán đĩa nhiều nhất". Anh đã được Tạp chí TIME vinh danh là một trong 25 nhân vật có ảnh hưởng nhất Hồng Kông năm 1997. Năm 1999, Học Hữu được bình chọn là một trong 10 nhân vật trẻ xuất sắc của thế giới theo bầu chọn của Junior Chamber International, một liên đoàn nghề nghiệp trẻ thế giới. Năm 2000, anh đã được Đài phát thanh truyền hình Hồng Kông (RTHK, viết tắt của Radio Television Hong Kong) trao giải Kim vàng, tương đương với giải thành tựu chọn đời công nhận đóng góp của anh cho ngành âm nhạc. Học Hữu là người phát ngôn chính thức cho Hong Kong Disneyland trong năm 2004.
Học Hữu đã tham gia một số sự kiện marketing quy mô lớn do The Walt Disney Company và Walt Disney Parks and Resorts tổ chức, bắt đầu bằng việc tổ chức chương trình truyền hình Magical World of Disneyland . Anh cũng ghi âm bài hát đa ngôn ngữ cho Hong Kong Disneyland, có tên One. Video âm nhạc cho One được quay ở Hong Kong Disneyland.

### Lối sống chuẩn mực, ít điều tiếng
Học Hữu là người theo đạo Phật và ăn chay trường. Anh được người thân và đồng nghiệp nhận xét là một người hài hước, cầu tiến, có lối sống chuẩn mực, ít điều tiếng và khá kín tiếng trong chuyện riêng tư. Học Hữu kết hôn với nữ diễn viên La Mỹ Vy năm 1996 và họ đã có 2 con gái. Vợ của anh từng là minh tinh có tiếng của điện ảnh Hong Kong, nhưng đã giải nghệ vì chồng. Đổi lại, Học Hữu cũng trở thành người chồng, người cha tốt của gia đình.

## Danh sách đĩa hát đã phát hành
| Năm  | Tên tiếng Hoa                              | Tên tiếng Anh <Dịch Hoa-Anh-Việt>                                            | Ngôn ngữ                          |
| ---- | ------------------------------------------ | ---------------------------------------------------------------------------- | --------------------------------- |
| 2014 | 醒著做夢                                   | Wake Up Dreaming                                                             | Quan Thoại                        |
| 2013 | 張學友1/2世紀世界巡迴演唱會                | Jacky Cheung 1/2 Century Tour                                                | Quảng Đông, Quan Thoại, Tiếng Anh |
| 2010 | Private corner                             |                                                                              | Quảng Đông                        |
| 2007 | 在你身邊                                   | Tại nễ thân biên (Gần bên em)                                                | Quan Thoại                        |
| 2005 | 雪.狼.湖                                   | Tuyết. Lang. Hồ                                                              | Quan Thoại                        |
| 2005 | Jacky活出生命Live演唱會                    | Jacky Live Concert Performance                                               | Quảng Đông, Quan Thoại, & English |
| 2004 | 黑白畫映                                   | Black & White                                                                | Quan Thoại                        |
| 2004 | Life Is Like A Dream                       | Life Is Like A Dream                                                         | Quảng Đông                        |
| 2002 | 他在那裡                                   | Where Is He.                                                                 | Quan Thoại & Quảng Đông           |
| 2001 | 學友熱                                     | Jacky Fever                                                                  | Quan Thoại                        |
| 2001 | 天下第一流                                 | The First <World's First Class>                                              | Quảng Đông                        |
| 2000 | Touch Of Love                              | Touch Of Love                                                                | English                           |
| 2000 | 當我想起你                                 | Something Only Love Can Do                                                   | Quảng Đông, Quan Thoại, & English |
| 2000 | Jacky Cheung 15                            | Jacky Cheung 15 Years of Music                                               | Quảng Đông, Quan Thoại, & English |
| 1999 | 有個人                                     | Someone (Có một người)                                                       | Quảng Đông                        |
| 1999 | 走過1999                                   | Running Through 1999                                                         | Quan Thoại                        |
| 1998 | 不後悔                                     | No Regret (Không hối tiếc)                                                   | Quan Thoại                        |
| 1998 | 釋放自己                                   | Release Yourself (Phóng thích bản thân)                                      | Quảng Đông                        |
| 1998 | 友情歌歳精選                               | Jacky Cheung Greatest Hits                                                   | Quảng Đông & Quan Thoại           |
| 1997 | 雪.狼.湖                                   | Snow. Wolf.Lake (Tuyết. Lang. Hồ)                                            | Quảng Đông                        |
| 1997 | 不老的傅説                                 | The Undying Legend                                                           | Quảng Đông                        |
| 1997 | 想和你去吹吹風                             | Wana Go For a Walk With You                                                  | Quan Thoại                        |
| 1996 | 忘記你我做不到                             | How Could I Forget You? (Không thể qyên em)                                  | Quan Thoại                        |
| 1996 | 愛與交響曲                                 | Love and Symphony                                                            | Quảng Đông                        |
| 1995 | 三年兩語                                   | Greatest Hits                                                                | Quảng Đông & Quan Thoại           |
| 1995 | 過敏世界                                   | Sensitive World (Thế giới mẫn cảm)                                           | Quảng Đông                        |
| 1995 | 擁友                                       | Possession <Embrace Friend>                                                  | Quan Thoại                        |
| 1995 | 真愛新曲＋精選                             | True Love compilation (Chân tình)                                            | Quan Thoại                        |
| 1994 | 一生跟你走・年度代表作品輯                 | With You All My Life compilation (Một đời đi cùng em)                        | Quảng Đông & Quan Thoại           |
| 1994 | 偸心                                       | Steal Your Heart (Đánh cắp trái tim)                                         | Quan Thoại                        |
| 1994 | 這個冬天不太冷                             | A Warm Winter (Mùa Đông này không lạnh lắm)                                  | Quảng Đông                        |
| 1994 | 24ＫGold 金藏集                            | Jacky Cheung 24K Gold                                                        | Quảng Đông                        |
| 1994 | 餓狼傳説 (REMIX)                           | Born to be Wild (Remix)                                                      | Quảng Đông                        |
| 1994 | 餓狼傳説                                   | Born to be Wild (Ngã lang truyền thuyết)                                     | Quảng Đông                        |
| 1993 | 祝福                                       | Blessing (Chúc phúc)                                                         | Quan Thoại                        |
| 1993 | 吻別                                       | The Goodbye Kiss (Nụ hôn biệt ly)                                            | Quan Thoại                        |
| 1993 | 等你等到我心痛                             | Painfully Waiting For You (Anh đợi em đến đau lòng)                          | Quảng Đông                        |
| 1993 | 祇想一生跟你走                             | Everlasting Love (Chỉ muốn sống bên em suốt đời)                             | Quảng Đông                        |
| 1993 | JACKY●忘記他                               | JACKY●Forget Love (Quên người đi)                                            | Quảng Đông                        |
| 1993 | 我與你                                     | Me and You (Em với anh)                                                      | Quảng Đông                        |
| 1992 | 愛・火・花 (Ái. Hỏa. Hoa / Tình. Lửa. Hoa) | Love・Fire・Flower                                                           | Quảng Đông                        |
| 1992 | 真情流露                                   | True Love Expression                                                         | Quảng Đông                        |
| 1991 | 愛你多一些精選                             | Love You More- Selected Collection (Ngày càng yêu em hơn)                    | Quảng Đông                        |
| 1991 | 壯志驕陽                                   | Bright Ambition                                                              | Quảng Đông                        |
| 1991 | 一顆不變心                                 | A Never Changing Heart (Không thay lòng)                                     | Quảng Đông                        |
| 1991 | 情不禁                                     | Tình bất cầm                                                                 | Quảng Đông                        |
| 1990 | 張學友的初戀故事・似曾相識                 | Somewhere In Time <Jacky Cheung's First Love Story・Seem to Have Met before> | Quan Thoại                        |
| 1990 | 夢中的你                                   | Dreaming of You (Mộng về em)                                                 | Quảng Đông                        |
| 1989 | 祇願一生愛一人                             | You Will Always Be My Love (Chí nguyện một kiếp yêu một người)               | Quảng Đông                        |
| 1989 | 絲絲記憶情歌精選                           | Memories-Selected Collection                                                 | Quảng Đông                        |
| 1989 | 給我親愛的                                 | For My Dearest                                                               | Quảng Đông                        |
| 1988 | 意亂情迷                                   | Crazy for You <Distraughtly Crazy In Love>                                   | Quan Thoại                        |
| 1988 | 昨夜夢魂中                                 | Dream In Grief <Last Night in the Dream State>                               | Quảng Đông                        |
| 1987 | 在我心深處                                 | Deep In My Heart (Sâu trong tim anh)                                         | Quan Thoại                        |
| 1987 | 張學友 JACKY                               | Jacky Cheung JACKY                                                           | Quảng Đông                        |
| 1987 | 炸彈                                       | Bomb                                                                         | Quảng Đông                        |
| 1986 | 情無四歸                                   | Homeless Love                                                                | Quan Thoại                        |
| 1986 | 相愛                                       | In Love (Tương ái)                                                           | Quảng Đông                        |
| 1985 | Amour 遙遠的她                             | Amour Bóng người vời vợi                                                     | Quảng Đông                        |
| 1985 | 交叉算了                                   | The Trusted Cross                                                            | Quảng Đông                        |
| 1985 | Smile                                      | Smile                                                                        | Quảng Đông                        |

Tổng cộng: 57 albums

## Danh sách phim (một phần)
- Heaven in the Dark (2016)
- From Vegas to Macau III (2016)
- Helios (2015)
- Temporary Family (2014)
- A Complicated Story (2013)
- 72 Tenants of Prosperity (2010)
- Hot Summer Days (2010)
- Crossing Hennessy (2010)
- Bodyguards and Assassins (2009)
- The Heavenly Kings (2006)
- Perhaps Love (2005)
- Jiang Hu (2004)
- Golden Chicken 2 (2003)
- Dragon Loaded 2003 (2003)
- July Rhapsody (2002)
- Dragon Heat (2000)
- Anna Magdalena (1998)
- The Private Eye Blues (1995)
- Meltdown (1995)... aka High Risk
- Love on Delivery (1994)...as himself (cameo)
- To Live and Die in Tsimshatsui (1994)
- Ashes of Time (1994)
- Future Cops (1993)
- Enigma of Love (1993)
- The Eagle Shooting Heroes (1993)
- Flying Dagger (1993)
- Legend of Prince (1993)
- Boys Are Easy (1993)
- Best of the Best (1992)
- Deadly Dream Woman (1992)
- Hot Hot and Pom Pom (1992)
- The Days of Being Dumb (1992)
- The Wicked City (1992)
- Slickers vs. Killers (1991)
- Hào môn dạ yến (1991)
- With or Without You (1991)
- Hoàng Phi Hồng (1991)
- Chinese Legend (1991)
- Bullet for Hire (1991)
- The Raid (1991)
- Thiến nữ u hồn III (1991)
- A Phi chính truyện (1991)
- Point of Return (1990)
- Will of Iron (1990)
- Best Friend of the Cops (1990)
- Off Track (1990)
- Chase from Beyond (1990)
- Bullet in the Head (1990)
- Thiến nữ u hồn II (1990)
- Curry and Pepper (1990)
- Swordsman (1990)
- Black Dragon (1989)
- Little Cop (1989)
- Seven Warriors (1989)
- Vampire Buster (1989)
- The Eight Happiness (1988)
- The Haunted Cop Shop of Horrors 2 (1988)
- Mother Vs. Mother (1988)
- Couples, Couples, Couples (1988)
- Tiger Cage (1988)
- As Tears Go By (1988) ---- (đoạt giải "Nam diễn viên phụ xuất sắc nhất" tại Giải Kim Tượng lần thứ 8)
- Faithfully Yours (1988)
- The Haunted Cop Shop of Horrors (1987)
- Devoted to You (1986)
- Soul (1986)
- Spirit and Me (1986)

## Các giải thưởng IFPI (một phần)
IFPI Gold Disc Award
- 1989 87'演唱會 Polygram
- 1990 絲絲記憶精選 Polygram

IFPI Platinum Disc Award
- 1988 Smile Polygram
- 1988 遙遠的她 Polygram
- 1988 相愛 Polygram
- 1988 Jacky Polygram
- 1989 昨夜夢魂中 Polygram
- 1990 給我親愛的 Polygram
- 1990 祇願一生愛一人 Polygram

IFPI Top 10 Sales Album
- 2003 Where is he 他在那裡 What's Music
- 2004 Black & White What's Music
- 2005 活出生命 Live 演唱會 What's Music

IFPI Top 10 Sales Artist
- 2005

IFPI Top Sales Album
- 2005 活出生命 Live 演唱會 What's Music

1. ↑  東方日報。2003年5月18日。學 友 坐 擁 3 億 延 續 神 話。
2. 1 2  Sina.com. "Sina.com." 资料：张学友--永恒的歌神 不朽的传奇. Retrieved on ngày 12 tháng 4 năm 2009.
3. 1 2 3  Musicianguide. "Musicianguide.com." Jacky Cheung biography. Retrieved on ngày 13 tháng 4 năm 2009.
4. ↑  "Jacky Cheung joins Jiangsu TV New Year's Eve gala". China.org.cn. ngày 27 tháng 12 năm 2012. Truy cập ngày 1 tháng 10 năm 2021.
5. ↑  香港樂壇戰國時代之張學友
6. ↑  "金曲20年張學友魅力依舊 《吻別》成歌迷最愛". Bản gốc lưu trữ ngày 17 tháng 7 năm 2017. Truy cập ngày 29 tháng 9 năm 2021.
7. ↑  "华语歌坛百名歌手销量统计（2006年版）". GG800.com. Bản gốc lưu trữ ngày 5 tháng 7 năm 2007. Truy cập ngày 1 tháng 5 năm 2009.
8. ↑  "." Jacky Cheung performs for largest combined audience. Retrieved on ngày 12 tháng 6 năm 2012.
9. ↑  Changsha digital online. "Csonline.com.cn." Jacky Cheung to visit Beijing fans. Retrieved on ngày 1 tháng 5 năm 2009.
10. ↑  Universal music. "Umusic." Jacky Cheung extends long relationship with Universal Music. Retrieved on ngày 1 tháng 5 năm 2009.
11. ↑  "en.ce.cn". Bản gốc lưu trữ ngày 18 tháng 5 năm 2011. Truy cập ngày 12 tháng 1 năm 2008.
12. ↑  "禪的入門方法". sunysb.edu. Bản gốc lưu trữ ngày 21 tháng 11 năm 2001.
13. ↑  "飲食習慣－換個思維飲食 喚起幸福人生". chinatimes. ngày 8 tháng 7 năm 2017.
14. ↑  Thestar.com. "Thestar.com." How the stars do it. Retrieved on ngày 1 tháng 5 năm 2009.
15. ↑  "Jacky Cheung's Oldest Daughter Zoe Has Grown Up To Be A Stunner". 8 Days (bằng tiếng Anh). Truy cập ngày 27 tháng 1 năm 2021.

## Phim truyền hình hay nhất:
- Vai Trương Khứ (Phim: Em ơi mình quay lại từ đầu nhé) cùng Châu Hải My.